# Süd- und Mittelamerikanische Junioren-Beachhandballmeisterschaften 2022
Die Süd- und Mittelamerikanische Junioren-Beachhandballmeisterschaften 2022 (spanisch Sur-Centro Juvenil de Beach Handball 2022 beziehungsweise spanisch Campeonato Juvenil de Balonmano de Playa 2022), die kontinentalen Nachwuchs-Meisterschaften der Süd- und mittelamerikanischen Handballkonföderation (SCAHC beziehungsweise COSCABAL), waren die erste Auflage nach der Teilung der Pan-American Team Handball Federation (PATHF) auf Druck der Internationalen Handballföderation (IHF) in zwei Verbände. Die Spiele wurden vom 23. bis 25. März im nationalen Trainingszentrum CeNARD in Buenos Aires, Argentinien, ausgetragen. Nach dem Beachhandball-Wettbewerb bei den Olympischen Jugendspielen 2018 war es die zweite internationale Meisterschaft, die in Buenos Aires ausgetragen wurde.

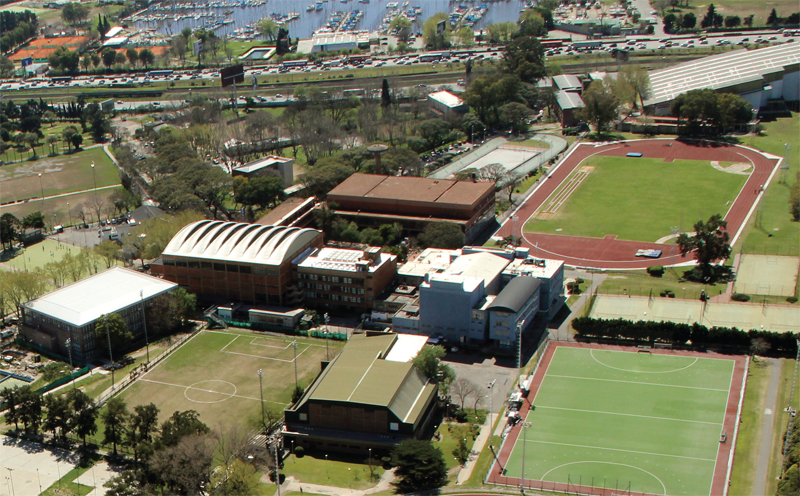
Die Austragungsstätte CeNARD

Nach einer vor allem durch die COVID-19-Pandemie verursachen fünfjährigen Pause fanden 2022 erstmals seit 2017 wieder Juniorenmeisterschaften in Südamerika statt. Somit gab es keine personellen Anknüpfungspunkte mehr bei den Spielerinnen und Spielern, da alle beim letzten Mal teilnehmenden Athletinnen und Athletinnen mittlerweile zu alt waren. Damit war die Meisterschaft der U-18-Altersklasse auf vollständig neuer Basis. Dennoch setzten sich die Entwicklung der letzten Jahre fort. Bei den Jungen triumphierten die Brasilianer über die Argentinier, bei den Mädchen konnten die Argentinierinnen die Brasilianerinnen schlagen. Damit war die Medaillenverteilung identisch zur einen Monat später ausgetragenen Süd- und Mittelamerikanischen Beachhandballmeisterschaft, unterschied sich aber etwas von der bei den Südamerikanischen Jugendspielen im Mai des Jahres, wo Argentinien erstmalig beide Titel gewinnen und damit auch die Jungen Brasilien schlagen konnten. Das Turnier war nicht nur kontinentale Meisterschaft, sondern auch Qualifikationsturnier für die Junioren-Weltmeisterschaften 2022 auf Kreta. Dafür qualifizierten sich bei beiden Geschlechtern die drei ersten Mannschaften, also neben Argentinien und Brasilien zudem Uruguay.
| Mädchen Details | Asunción, Paraguay | Argentinien | 2:1 | Brasilien   | Uruguay | 2:0 | Paraguay |
| Jungen Details  | Asunción, Paraguay | Brasilien   | 2:0 | Argentinien | Uruguay | 2:1 | Paraguay |

## Platzierungen der teilnehmenden Nationalmannschaften
| Nation         | Mädchen | Jungen |
| -------------- | ------- | ------ |
| Argentinien    | 01      | 02     |
| Brasilien      | 02      | 01     |
| Chile          | 05      | 0–     |
| Paraguay       | 04      | 04     |
| Uruguay        | 03      | 03     |
| Teilnehmerzahl | 5       | 4      |

| Legende | Legende | Legende | Legende                                             |
| ------- | ------- | ------- | --------------------------------------------------- |
| 1       | 2       | 3       | Podest-Platzierungen                                |
| 4       | 4       | 4       | Halbfinalist                                        |
| 5 bis 8 | 5 bis 8 | 5 bis 8 | Viertelfinalisten                                   |
| T       | T       | T       | teilgenommen, aber keine Platzierungsspiele         |
| X       | X       | X       | Mannschaft zunächst gemeldet, aber nicht angetreten |